# Francesca Michielin
Francesca Michielin (Bassano del Grappa, Véneto, 25 de febrero de 1995) es una cantautora y multinstrumentista italiana. Saltó a la fama en el año 2011 tras ganar la quinta edición del concurso de talentos X Factor Italia.
En 2016 participa en el Festival de Sanremo obteniendo el segundo lugar, siendo designada posteriormente para representar a Italia en el Festival de la Canción de Eurovisión 2016 con el tema Nessun grado di separazione.

## Biografía
Nacida en el municipio italiano de Bassano del Grappa en Véneto, el día 25 de febrero de 1995. Sus padres son Tiziano Michielin y Vanna Moro y su hermano mayor se llama Filippo. Su primer contacto con el mundo de la música fue cuando era una niña, tras comenzar a asistir a clases de piano y más tarde de bajo. A sus 14 años, al mismo tiempo que estudiaba estuvo cantando en un coro de góspel de su ciudad. Tras el paso de un tiempo, gracias a su hermano Filippo desarrolló interés por la música rock y tuvo como influencia a artistas internacionales como, Bon Iver, Jeff Buckley y Damien Rice.

### Carrera musical
En 2011 se clasifica en la versión italiana de Factor X que gana y que le permite firmar un contrato con Sony. Lanza su sencillo "Distratto" que será número uno en listas, y que la anima a publicar en 2012 su primer disco Riflessi di me que tendrá una buenas ventas. Participa en obras de teatro musicales y vuelve a ser número uno con su colaboración con el rapero Fedez en su canción "Magnifico" y cuela la canción "Amazing (Increíble)" en la BSO de The Amazing Spider-Man 2. En 2015 "L'amore Esiste" es el anticipo de su segundo disco.
En febrero de 2016 compite en el Festival de Sanremo con su canción "Nessun grado di separazione". Michielin acaba como subcampeona, por detrás del grupo Stadio, que renuncia por sorpresa a ir a Eurovisión como ganadores del festival. Este derecho pasa a Francesca, que participó en el LXI Festival de la Canción de Eurovisión, celebrado en Estocolmo (Suecia). Francesca cantó su tema "Nessun grado di separazione" y acabó en decimosexta posición con 124 puntos.
En enero de 2018 lanza el disco 2640, su tercer álbum de estudio, que obtiene una genial acogida. Temas como 'Io non abito al mare' y 'Vulcano' se convierten en canciones características de Francesca Michielin, que también pone de manifiesto su atracción por las culturas indígenas con composiciones como 'Bolivia', 'Tapioca' y 'Tropicale'..
En noviembre de 2019, tras un parón de varios meses, publica su sencillo 'Cheyenne', producido por Charlie Charles, que se acabaría convirtiendo en disco de oro). En febrero de 2020 para anunciar el lanzamiento de su álbum FEAT el 13 de marzo del mismo año. Francesca presenta 'Gange' (con la colaboración del rapero Shiva) en una actuación en el Rocket Club de Milán el 20 de febrero. Las semanas posteriores debía presentar los temas 'Riserva naturale' y 'Monolocale', pero la pandemia del COVID-19 obliga a la suspensión de los conciertos.
FEAT sale el 13 de marzo, en plena cuarentena en Italia por la epidemia del coronavirus que acababa de llegar a Europa. En él colabora con artistas de toda clase de género, como Mäneskin, Fabri Fibra, Elisa o Fred de Palma. Francesca canta por primera vez en español ('Yo no tengo nada' feat. Elisa) y en francés ('La vie ensemble' feat. Max Gazzè). También lanza en el disco su tema 'Leoni' con Giorgio Poi, que se convertirá en una de las canciones de la serie Summertime.
En diciembre de 2020 anuncia su presencia en el LXXI Festival de la Canción de Sanremo (2-6 de marzo de 2021), en el que actuará junto al rapero Fedez. El tema 'Chiamami per nome' tiene una grandísima acogida entre el público, a pesar del frío recibimiento del tema por parte de la crítica y del equipo periodístico. Tras la actuación de la gala final, el televoto da un giro a favor de Michielin y Fedez, llevándolos hasta el podio junto a Måneskin y Ermal Meta. Finalmente Michielin y Fedez acaban en segundo lugar por detrás de Måneskin.
Durante la propia edición, Francesca Michielin publica el nuevo tomo de FEAT, con el título de 'FEAT - Fuori dagli spazi'. Este nuevo álbum incluye los temas de 'FEAT - Stato di natura', más colaboraciones con artistas de la talla de Vasco Brondi, Mecna o Colapesce, sin olvidar el tema 'Chiamami per nome' con Fedez que conquistó la plata en Sanremo.

### Televisión y literatura
A inicios de 2022, Francesca Michielin anuncia la salida de su primera novela: Il cuore è un organo, prevista para el mes de marzo. Ese mismo mes, Michielin afronta su primera experiencia como presentadora de televisión y ficha por la cadena italiana Sky. Francesca se convertirá en presentadora de Effetto Terra, un espacio de divulgación ecológica y concienciación medioambiental. La artista siempre se había caracterizado por defender los valores de la causa ecológica y promover la lucha contra el cambio climático en sus redes personales.
El 30 de mayo de 2022 Francesca Michielin desvela su regreso a X Factor como presentadora de la próxima edición. El programa, también de Sky, acogió la primera experiencia musical de Michielin, quien nunca escondió su agradecimiento a X Factor. De hecho, fue artista invitada en varias ediciones después de su paso por el programa como concursante.

### Curiosidades
- Francesca Michielin es admiradora del científico Alberto Angela y del piloto automovilista Fernando Alonso. A este último le dedicó su canción Alonso, perteneciente al álbum 2640.
- Durante su adolescencia se aficionó al rock, especialmente al grupo Red Hot Chilli Peppers y a su vocalista Anthony Kiedis.
- Es seguidora de la Juventus.
- Honey Sun fue la primera canción que escribió. Lo hizo cuando tenía 10-11 años.
- En 2021 estrenó un podcast llamado 'Maschiacci', en el que se centró en dar visibilidad al problema de las diferencias de género y a la reivindicación de las ideas feministas.
- Francesca Michielin y Fedez estuvieron a punto de ser descalificados del LXXI Festival de Sanremo, debido a que el rapero desveló por error una parte de la canción 'Chiamami per nome' semanas antes del festival, lo cual infringe las normas. La organización determinó que no había motivo para sancionar al dúo, ya que el vídeo apenas duraba unos pocos segundos,

## Discografía

### Álbumes de estudio
- 2012 – Riflessi di me
- 2015 – di20
- 2018 – 2640
- 2020 – FEAT (Stato di Natura)
- 2021 – FEAT (Fuori dagli Spazi)

### EPs
- 2012 – Distratto
- 2012 - Nice to Meet You (Acoustic Live Solo)

### Sencillos
- 2012 – "Distratto"
- 2012 - "Sola"
- 2012 - "Tutto quello che ho"
- 2013 - "Se cadrai"
- 2014 - "Amazing"
- 2015 – "L'amore esiste"
- 2015 – "Battito di ciglia"
- 2015 – "Lontano"
- 2016 – "Nessun grado di separazione"
- 2016 - "Un cuore in due"
- 2016 - "Almeno tu"
- 2017 – "Vulcano"
- 2017 – "Io abito al mare"
- 2018 - "Bolivia"
- 2018 – "Tropicale"
- 2018 – "Femme"
- 2019 – "Cheyenne" (con Charlie Charles)
- 2020 - "Stato di natura" (con Måneskin)

### Sencillos promocionales
- 2020 - "Gange" (con Shiva)
- 2020 - "Riserva naturale" (con Coma_Cose)
- 2020 - "Monolocale" (con Fabri Fibra)

### Colaboraciones
- 2013 – Fedez feat. Francesca Michielin –  "Cigno Nero"
- 2014 – Fedez feat. Francesca Michielin  – "Magnifico"
- 2015 – Don Joe feat. Francesca Michielin – "Le nostre ali"
- 2017 – Cristina D'Avena feat. Francesca Michielin –  "L'incantevole Creamy"
- 2017 – Syria feat. Francesca Michielin – "Non dimentico più"
- 2018 – Carl Brave feat. Francesca Michielin –  "Fotografia"
- 2018 – Deejay All Stars feat. Francesca Michielin & Eros Ramazzotti –  "25 Dicembre"
- 2019 – Le Orme feat. Francesca Michielin –  "Gioco di Bimba"
- 2019 – James Morrison feat. Francesca Michielin –  "Glorious"

### Bandas Sonoras en Películas
- 2014  – "Amazing" en The Amazing Spider-Man 2
- 2017  – "Tu sei una favola" en la versión italiana de la banda sonora en la película Ballerina
- 2019  – Banda sonora integral del cortometraje A Cup of Coffee with Marilyn

## Reconocimientos obtenidos
- 2012 – Premio Emergenti al Premio Videoclip Italiano per Distratto
- 2013 – Rockol Awards como Promesa/revelación italiana
- 2015 – Wind Music Awards Premio Multiple Single con Magnifico con Fedez
- 2015 – Premio Lunezia Pop por la canción  L'amore esiste
- 2016 – Wind Music Awards Premio Oro Album con di20are
- 2016 – Wind Music Awards Premio Platino Singolo con Nessun grado di separazione